# Gordon McCarter
Gordon McCarter (* 26. Mai 1931; † 20. Dezember 2002 in Cleveland, Ohio) war ein US-amerikanischer Schiedsrichter im American Football, der von der Saison 1967 bis 1995 in der NFL tätig war. Er trug die Uniform mit der Nummer 48, außer in den Spielzeiten zwischen 1979 und 1981, in denen er eine andere Nummer zugewiesen bekam.

## Karriere
McCarter begann im Jahr 1967 seine NFL-Laufbahn als Line und Back Judge. Nachdem Schiedsrichter Jack Reader der Posten des Assistant Supervisor of Officials at NFL angetragen wurde, wurde er zur NFL-Saison 1974 zum Hauptschiedsrichter ernannt.
Er leitete die Pro Bowls 1981, 1991 und 1994.
Nach seinem Rücktritt als Hauptschiedsrichter ernannte die NFL Dale Hamer als Nachfolger.